# Монголски Алтай
Монголски Алтай (на монголски: Монгол Алтайн нуруу; на китайски: 蒙古阿尔泰山脉; на пинин: Měnggǔ A1ěrtài shānmài) е планинска система в Западна Монголия и Северозападен Китай, югоизточно продължение на планината Алтай. Простира се от северозапад на югоизток приблизително на 1000 km и ширина от 300 km на северозапад до 150 km на югоизток. Най-високата точка е връх Найрамдал Хъйтун (4374 m). На северозапад, в района на планинския възел Табин-Богдо-Ола (4049 m) се свързва с планината Алтай и нейното източно продължение – хребета Сайлюгем, а на югоизток, на около 98° и.д. – с планинската система на Гобийски Алтай. На югозапад със стръмни склонове се спуска към Джунгарската равнина, а на североизток – към Котловината на Големите езера.
Монголски Алтай се състои от няколко паралелно простиращи се хребета (Баян Ула, Ценгел Хайрхан Ула, Мунх Хайрхан, Батор Хайрхан, Сутай Ула, Гичгенийн Нуру и др.) разделени от надлъжни тектонски долини. Билните им части са предимно платообразни. В подножията на най-високите върхове има малки карови и висящи ледници (най-голям е ледника Потанин). Монголски Алтай е изграден предимно от палеозойски кристалинни шисти, порфири, порфирити и гранити. От югозападните му склонове водят началото си реките Иртиш (от басейна на Об) и Урунгу и техните притоци, а от североизточните – реките Ховд, Думд Церген Гол и др., стичащи се в Котловината на Големите езера. Югозападните склонове на планината са много по-силно овлажнени от североизточните, поради което там са развити предимно горско-ливадни ландшафти, като в състава на горите преобладават смърча и лиственицата, сменящи се надолу със степи, а нагоре – с алпийски пасища. По североизточните склонове господстват степите и полупустините, а в междупланинските падини – полупустините.